# Celeste (videojuego)
Celeste es un videojuego perteneciente al género de plataformas creado por los desarrolladores de videojuegos canadienses Maddy Thorson y Noel Berry. El videojuego fue creado originalmente como un prototipo en cuatro días durante un game jam, y más tarde se expandió a un lanzamiento completo. Celeste se lanzó en enero de 2018 para las plataformas Microsoft Windows, Nintendo Switch, PlayStation 4, Xbox One, macOS y GNU/Linux.

## Jugabilidad

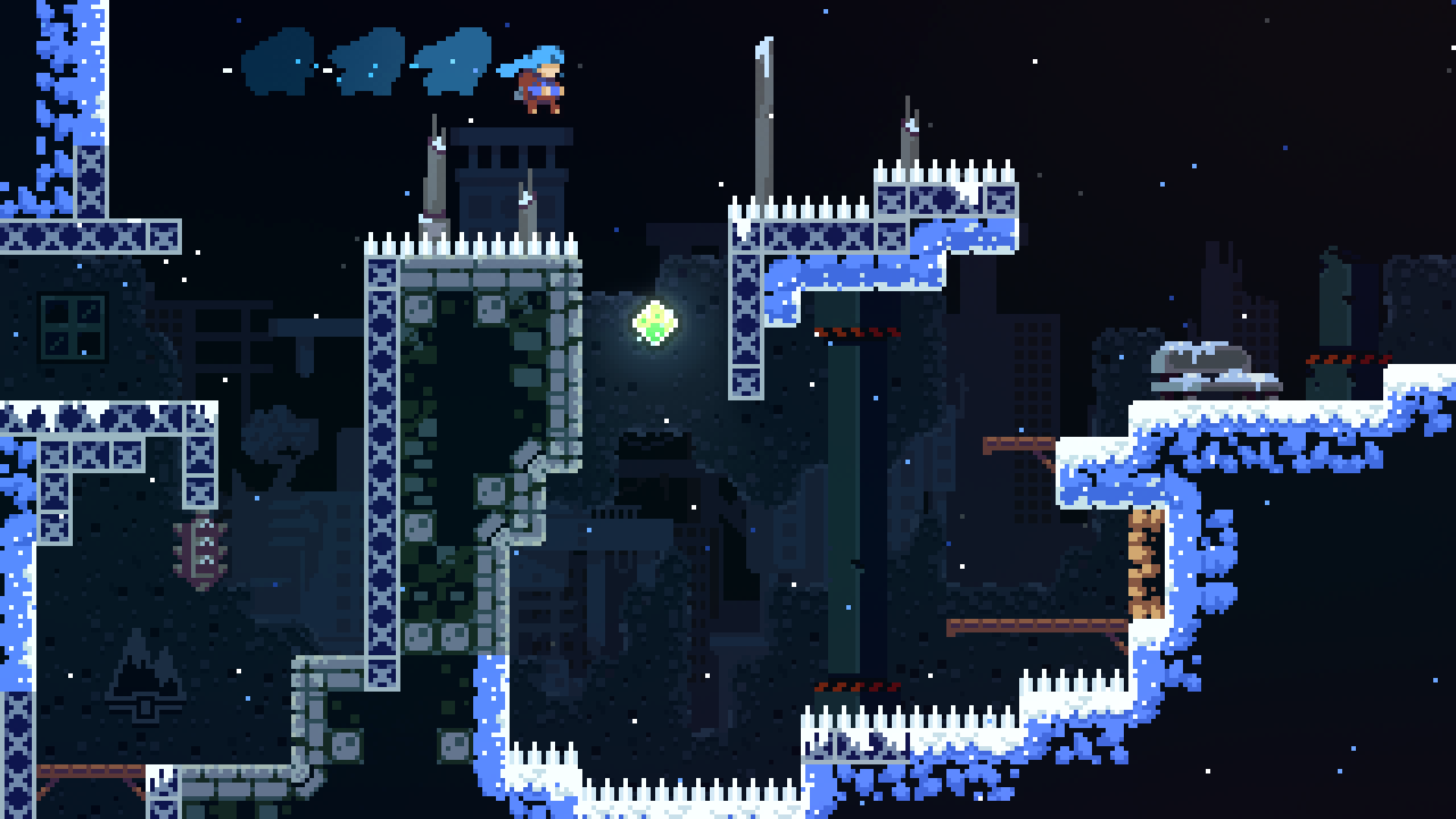
Captura de pantalla.

Celeste es un videojuego de plataformas en el que los jugadores controlan a una joven llamada Madeline mientras asciende una montaña evitando varios obstáculos mortales. Además de saltar y trepar paredes durante un tiempo limitado, Madeline tiene la capacidad de impulsarse en medio del aire en cualquier dirección. Este movimiento solo se puede realizar una vez y debe reponerse ya sea aterrizando en el suelo o golpeando ciertos objetos como cristales reponedores. A lo largo de cada nivel, el jugador encontrará mecánicas adicionales, como muelles que lanzan al jugador o plumas que permiten un vuelo breve, y objetos mortales como púas que devolverán a Madeline al inicio de una sección si ella muere. Ocultos a lo largo de cada nivel hay fresas opcionales, obtenidas a través de desafiantes plataformas o secciones de resolución de rompecabezas, que afectan ligeramente a la jugabilidad. Además, hay cintas de casete que desbloquean las variaciones más duras del "lado B" de ciertos niveles, y los corazones utilizados para acceder al contenido posterior al videojuego. El prototipo original de Celeste Classic Pico-8 también se puede encontrar como un minijuego oculto.

## Argumento
Celeste sigue a una joven llamada Madeline mientras intenta escalar la Montaña Celeste, una montaña ficticia en el oeste de Canadá que aparentemente posee el poder de manifestar la confusión interna y el verdadero yo en la realidad. Mientras sube la montaña se encuentra con otros personajes, incluido Theo, un joven optimista y seguro de sí mismo de Seattle que vino a la montaña para tomar fotografías; una anciana que vive en la montaña; el Sr. Oshiro, el fantasma del conserje de un hotel abandonado en la montaña; y otra Madeline hostil que es la parte paranoica, pragmática y egoísta de ella, cuyo cuerpo ha sido creado por la montaña. Madeline sufre de depresión y ataques de pánico, y mientras sube la montaña, se ve obligada a enfrentar y superar sus demonios internos, además de las pruebas que ofrece la montaña.

## Desarrollo y lanzamiento
Noel Berry (Skytorn) y Maddy Thorson (TowerFall) crearon un prototipo de Celeste en cuatro días durante un evento de Game Jam (Improvisación de Desarrollo de Videojuegos). El resultado fue un videojuego de plataformas difícil con 30 niveles para la consola de videojuegos de fantasía Pico-8 diseñada para aceleración de velocidad y reflejos de precisión. Kill Screen notó que el videojuego era un alejamiento de TowerFall de Thorson, y tenía más en común con la mecánica de jugabilidad de sus videojuegos anteriores y similitudes a los niveles creados por Thorson en Super Mario Maker (2015). Los desarrolladores también usaron ideas de plataformas de Super Nintendo de la era difícil. Berry y Thorson desarrollaron el videojuego en una versión independiente con más de 90 niveles. Se transmitió en vivo partes de su proceso de desarrollo de la contracción nerviosa. El videojuego también se demostró durante el evento Penny Arcade Expo del 2016. Celeste se lanzó en Nintendo Switch, PlayStation 4, Xbox One, Windows, GNU/Linux y macOS el 25 de enero de 2018. El prototipo original de Pico-8 está incluido en el videojuego como un minijuego desbloqueable.

## Recepción
Según el sitio web de agregador de reseñas Metacritic, Celeste recibió elogios en consolas, y "reseñas generalmente favorables" en PC.
En Destructoid, Kevin Mersereau llama a Celeste 'Una experiencia esencial del videojuego', diciendo 'Por primera vez en mucho tiempo, no tengo absolutamente nada de que quejarme.' Tom Marks de IGN elogió la historia del videojuego, y la forma en que se mezcló con el videojuego, diciendo que "me preocupaba profundamente la lucha de Madeline y me identifiqué con ella de una manera que no esperaba".
La banda sonora de Celeste fue muy elogiada por la crítica. Creada por la compositora Lena Raine.

### Reconocimientos
El videojuego fue nominado para «Original Light Mix Score, New IP» en el evento NAVGTR Awards, y ganó el Premio del Público en los Independent Competition Festival Competition Awards, mientras que su otra nominación fue para «Excelencia en audio».
El 13 de noviembre de 2018, fue anunciado como nominado al premio "Juego del Año" para el evento The Game Awards, ceremonia que se celebró el 6 de diciembre del mismo año.
El 6 de diciembre de 2018, fue elegido como el ganador al "Mejor indie del año" para el evento The Game Awards.